# Microtreta deemingi
Microtreta deemingi är en tvåvingeart som beskrevs av Amnon Freidberg 2002. Microtreta deemingi ingår i släktet Microtreta och familjen borrflugor.
Artens utbredningsområde är Oman. Inga underarter finns listade i Catalogue of Life.